# Coprophanaeus dardanus
Coprophanaeus dardanus är en skalbaggsart som beskrevs av Macleay 1819. Coprophanaeus dardanus ingår i släktet Coprophanaeus och familjen bladhorningar. Inga underarter finns listade i Catalogue of Life.